# Єжи Домінік Любомирський

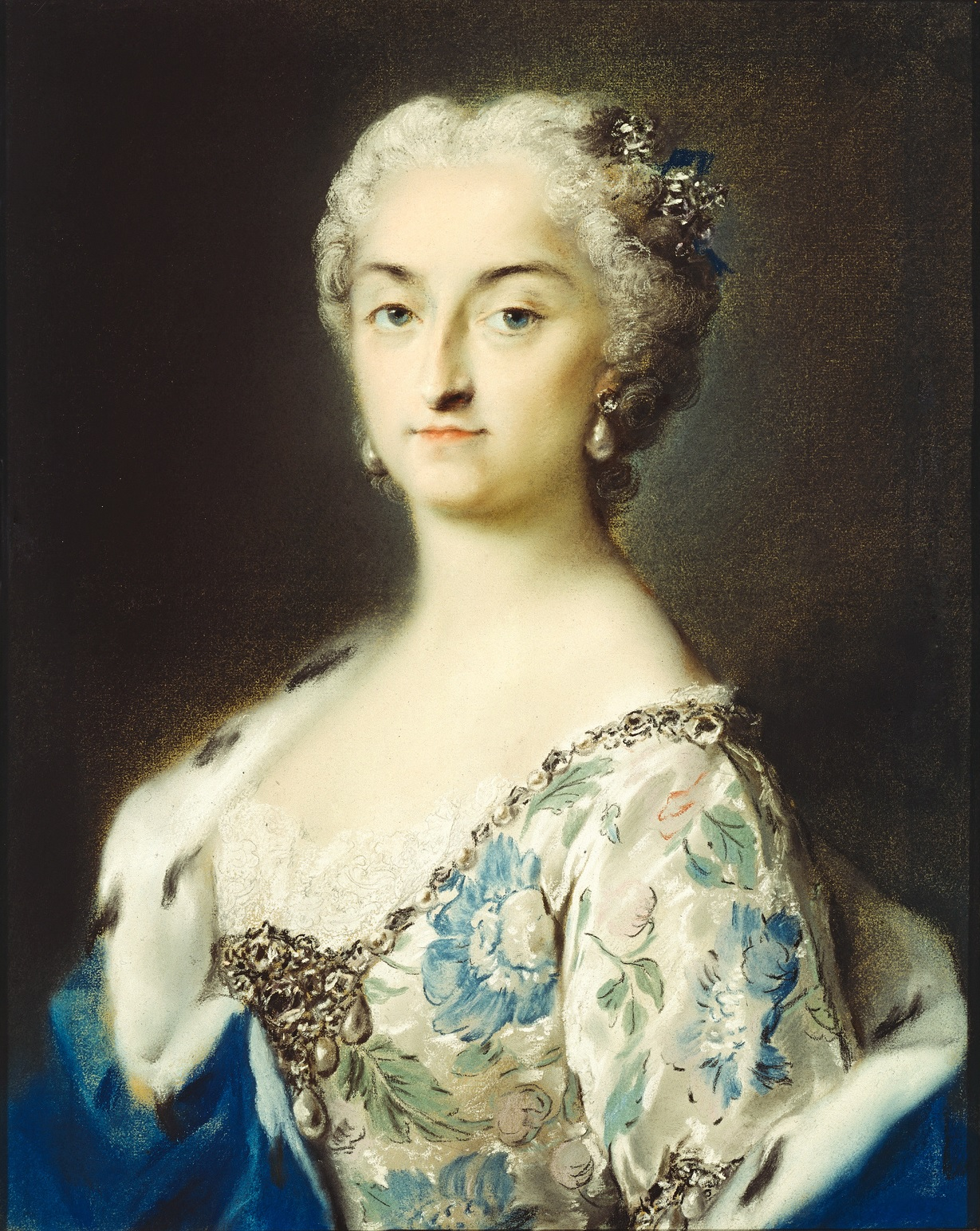
Урсула Бокум

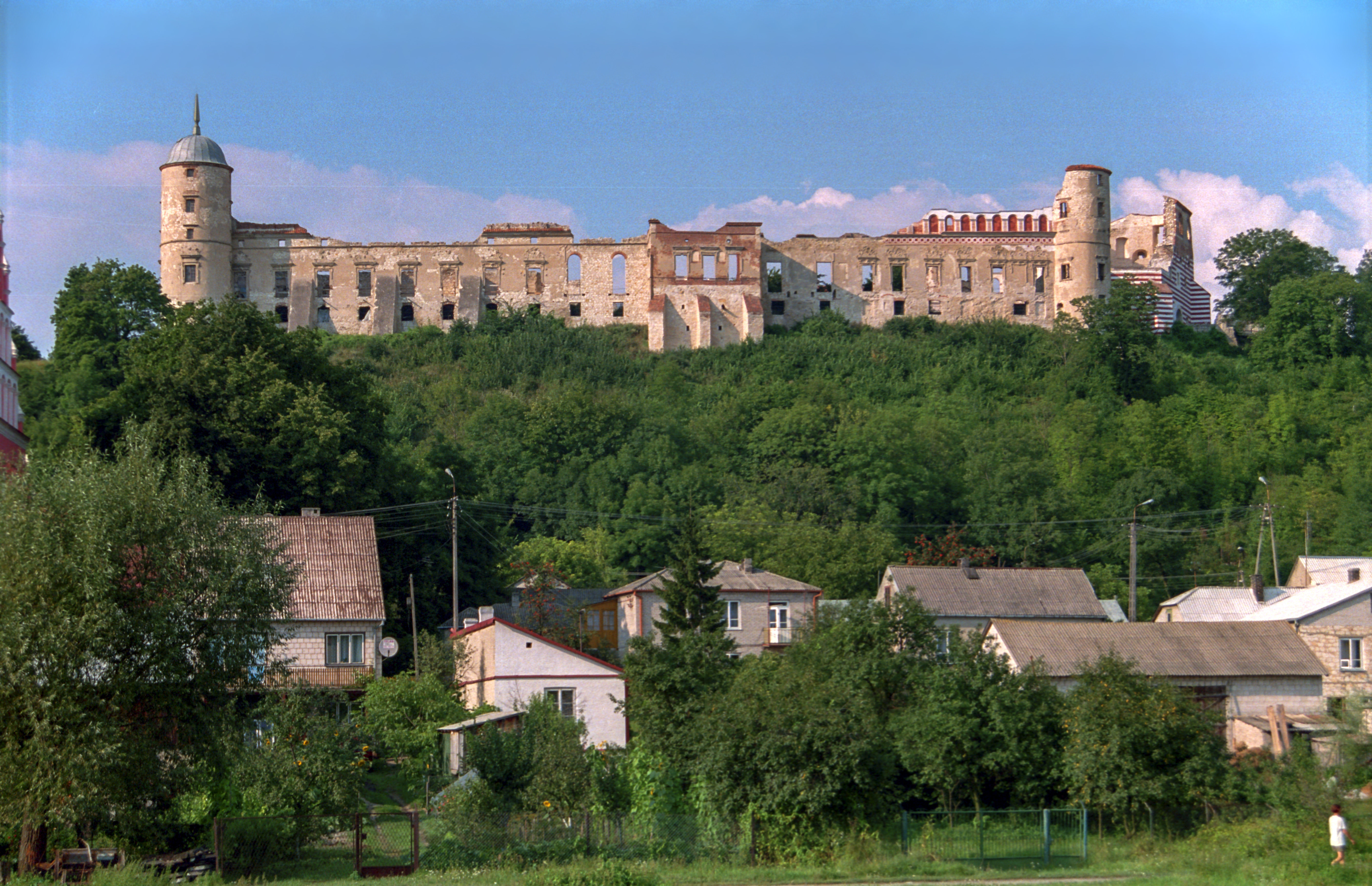
Замок в Яновці

Єжи Домінік Любомирський (пол. Jerzy Dominik Lubomirski, бл. 1665 — 29 січня 1727) — польський магнат, військовик, урядник Королівства Польського. Представник яновецької гілки роду Любомирських гербу Шренява.

## Життєпис
Народився, очевидно, 1665 року. Батько — князь, польний гетьман коронний Єжи Себастьян Любомирський, мати — друга дружина батька Барбара Тарло. Єжи Домінік був наймолодшим сином батька.
Навчався в школах єзуїтів. Спочатку став військовиком: службу розпочав 1684 року, брав участь у війні Польщі проти Османської імперії. У вересні-жовтні 1685 року брав участь у невдалій акції великого коронного гетьмана Станіслава Яна Яблоновського на Буковині. Разом з козаками під проводом Семена Палія воював проти татарів, з козацьким гетьманом, видається, підтримував добрі стосунки.
Адам Миколай Сенявський скористався його послугами для перемовин з прихильниками короля Станіслава Лещинського. Після повернення до Польщі короля Августа ІІ став одним з перших серед його оточення.
Посади (уряди): краківський воєвода, коронний підкоморій, ольштинський староста (тут сприяв відновленню зруйнованого замку).
1698 року у Виговських відкупив Бар та Любомль. Фундатор костелу св. Антонія та колегіуму піярів у Межирічі Корецькому. 1706 року перейшов на сторону короля Станіслава Лещинського, за що король Август ІІ забрав від нього В. Межирічі та віддав А. Меншикову. Отримав маєток назад 1711 року, але був змушений витрачати чималі кошти на відновлення міських валів.
Помер 29 січня 1727 року в Яновці після апоплексичного удару. Був похований у Ченстохові.

### Сім'я
Перша дружина — Урсула Бокум, з якою розлучились та не мали дорослих дітей; вона стала дружиною князя Людовика Віртемберзького. Друга дружина — Маґдалена Тарло. Діти:
- Антоній Бенедикт (†1761)
- Францішек Фердинанд (†I.1774).